# Vesturbær
Vesturbær (isländische Aussprache: [ˈvɛstʏrˌpaiːr̥]), auch Weststadt, ist ein Stadtbezirk in Reykjavík in Island.

## Lage

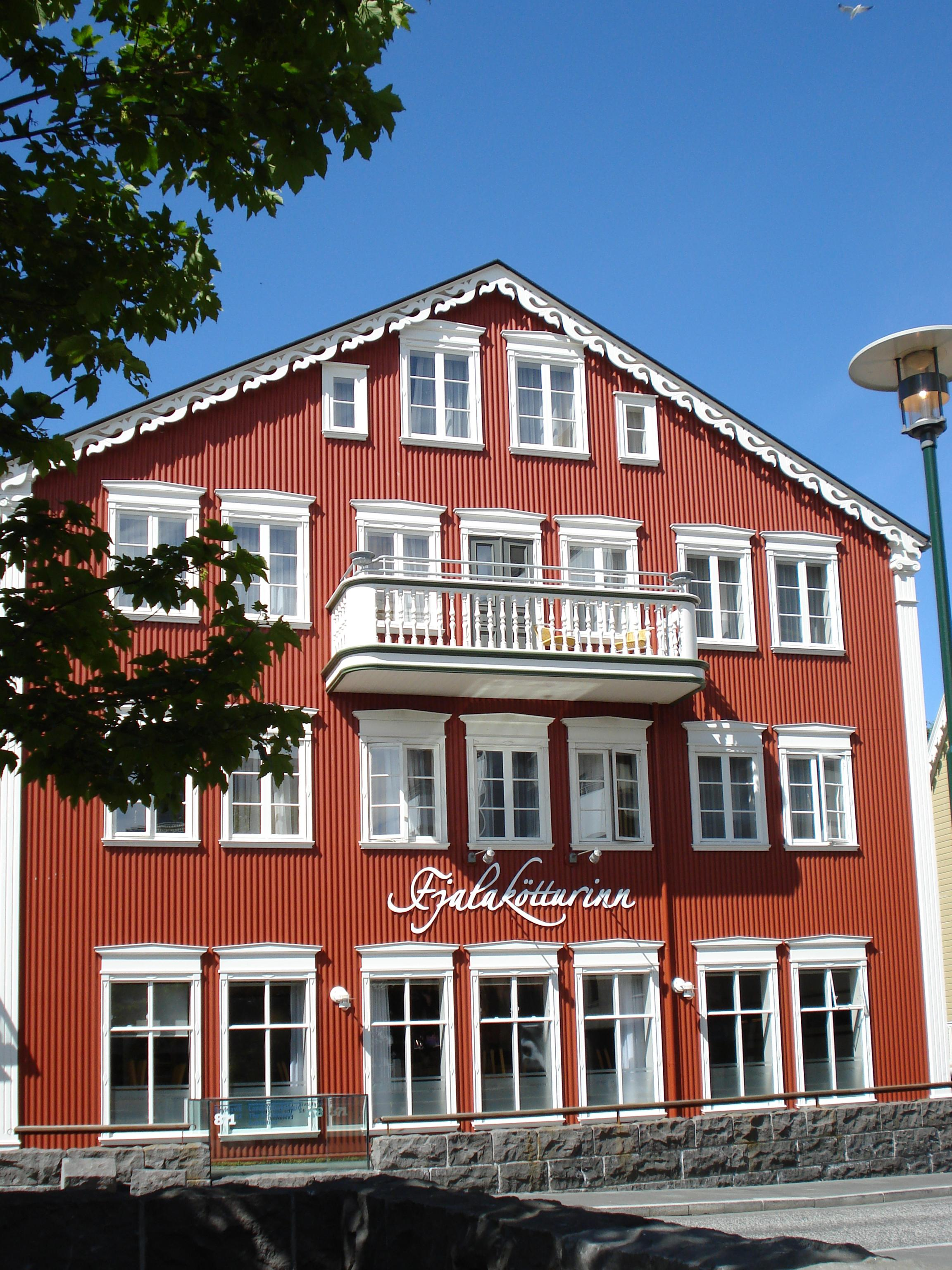
Das Restaurant Fjalakötturinn im Osten Vesturbærs

Vesturbær besteht aus sechs Teilen und liegt westlich des Stadtzentrums der isländischen Hauptstadt. Die einzelnen Teile des Stadtteils heißen Gamli Vesturbær, Bráðræðisholt, Grandahverfi, Hagahverfi, Melar, Skjól, Grímsstaðaholt, Skildinganes und Litli Skerjafjörður.

## Geschichte
Vesturbær, was man auch als Weststadt bezeichnen kann, war der erste Bezirk, der sich entwickelte, als Reykjavík Ende des 19. Jahrhunderts immer weiter wuchs und sich von einem kleinen Dorf zu einer Stadt entwickelte. Vesturbær ist größtenteils ein Wohngebiet mit zunehmendem Gewerbe in Grandi, dem Teil des Hafens, der zu Vesturbær gehört. Vesturbær ist eines der teuersten Viertel in Reykjavík. Im Stadtteil liegt die Universität Island, außerdem gibt es die Schulen Melaskóli, Landakotsskóli, Vesturbæjarskóli und Grandaskóli sowie die Mittelschule Hagaskóli. Vesturgarður ist das örtliche Servicecenter. Es bietet verschiedene soziale und schulische Dienstleistungen an. Der Sportverein KR Reykjavík hat seinen Sitz samt Stadion in diesem Stadtteil.